# Annaberg-Buchholz
Annaberg-Buchholz je grad u njemačkoj pokrajini Saskoj. Nalazi se na Rudnoj gori i glavni je grad okruga Erzgebirgskreis.
U gradu postoje tri protestantske crkve, među kojima i ona sv. Ane, izgrađena između 1499. i 1525. godine (koja je ujedno i najveća takve vrste u Saskoj), rimokatolička crkva, nekoliko javnih spomenika, među njima i Lutherov. Annaberg je poznat po svojem povijesnom starom gradu i tržnici.
Godine 1945. dva grada Annaberg i Buchholz spojeni su u novi grad Annaberg-Buchholz. Područje je poznato kao turističko odredište i skijalište.

## Gradovi prijatelji
- Weiden in der Oberpfalz, Njemačka
- Paide, Estonija
- Chomutov, Češka

## Vanjske poveznice
|  | Zajednički poslužitelj ima još gradiva o temi Annaberg-Buchholz |

- Službene stranice